# Operation Flashpoint: Cold War Crisis
Operation Flashpoint: Cold War Crisis é um jogo de tiro em primeira pessoa desenvolvido pela Bohemia Interactive Studio e publicado pela Codemasters. Lançado para Windows e Xbox.